# RTV Borne
RTV Borne is een lokale media instantie in de provincie Overijssel, gericht op uitzendingen binnen de gemeente Borne. De organisatie  tracht middels het internet en sociale media de inwoners van deze gemeente te informeren over de lokale politiek, sport, kunst en cultuur, religie en overige activiteiten.  
Tot medio 2020 was RTV Borne de officiële lokale etheromroep van Borne. Sinds die tijd concentreert zij zich op andere media, waaronder de website Borne in Beeld. 
De geschiedenis van RTV Borne gaat terug tot de oprichting in 1994. De eerste uitzending volgde pas in oktober 1996 onder de naam RTV Borghende. Sedert 1 april 2004 werkt RTV Borne haar programma's uit vanuit het cultureel centrum in Borne, het Kulturhus De Bijenkorf. Sinds begin 2014 is de naam veranderd naar RTV Borne.